# 쿠스쿠스기

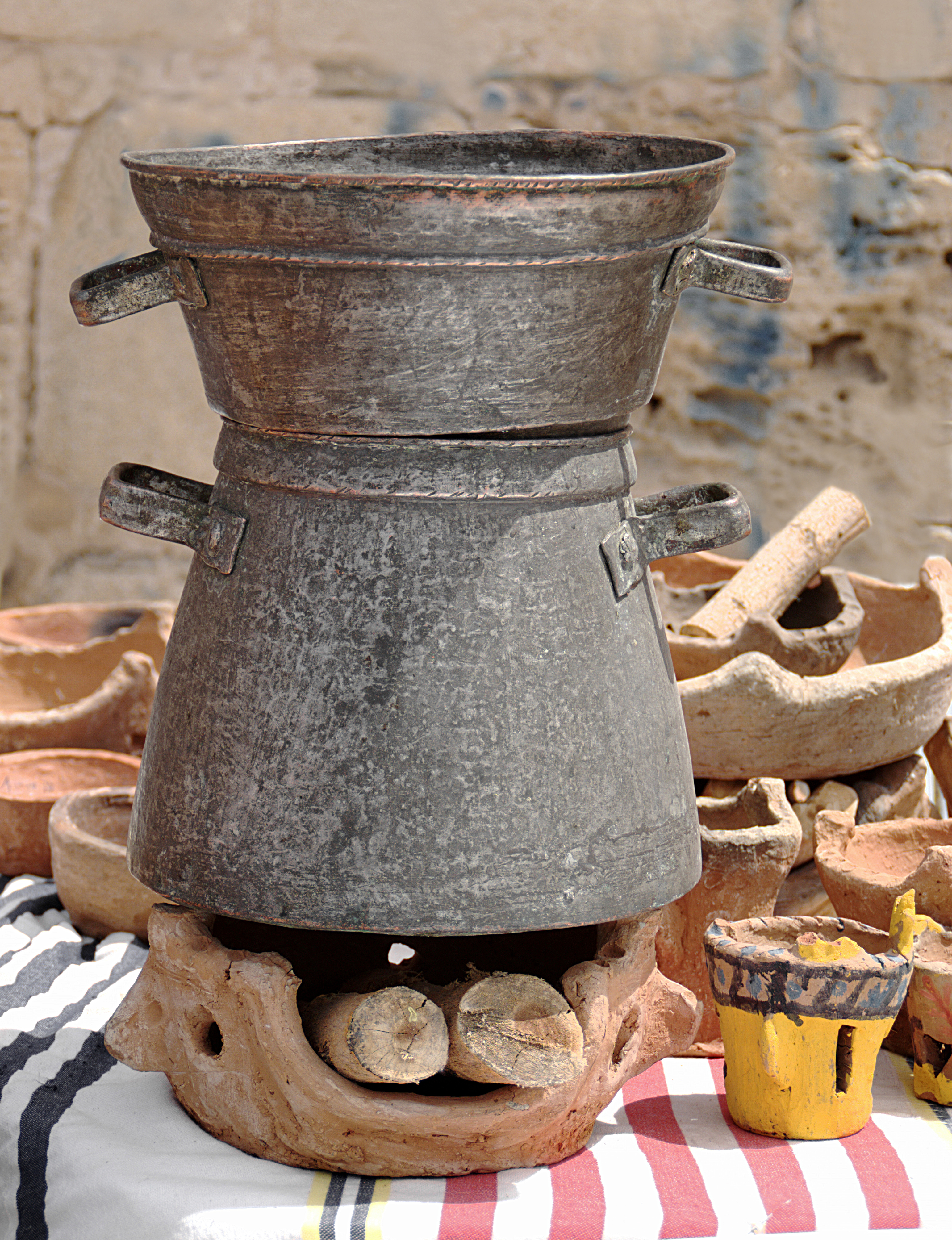
쿠스쿠스기

쿠스쿠스기(couscous+器, 아랍어: كسكاس 키스카스[*], 프랑스어: couscoussier 쿠스쿠시에[*])는 리비아, 모로코, 알제리, 튀니지 등 마그레브 지역에서 쿠스쿠스를 만들 때 쓰는 찜통이다.

## 사진 갤러리

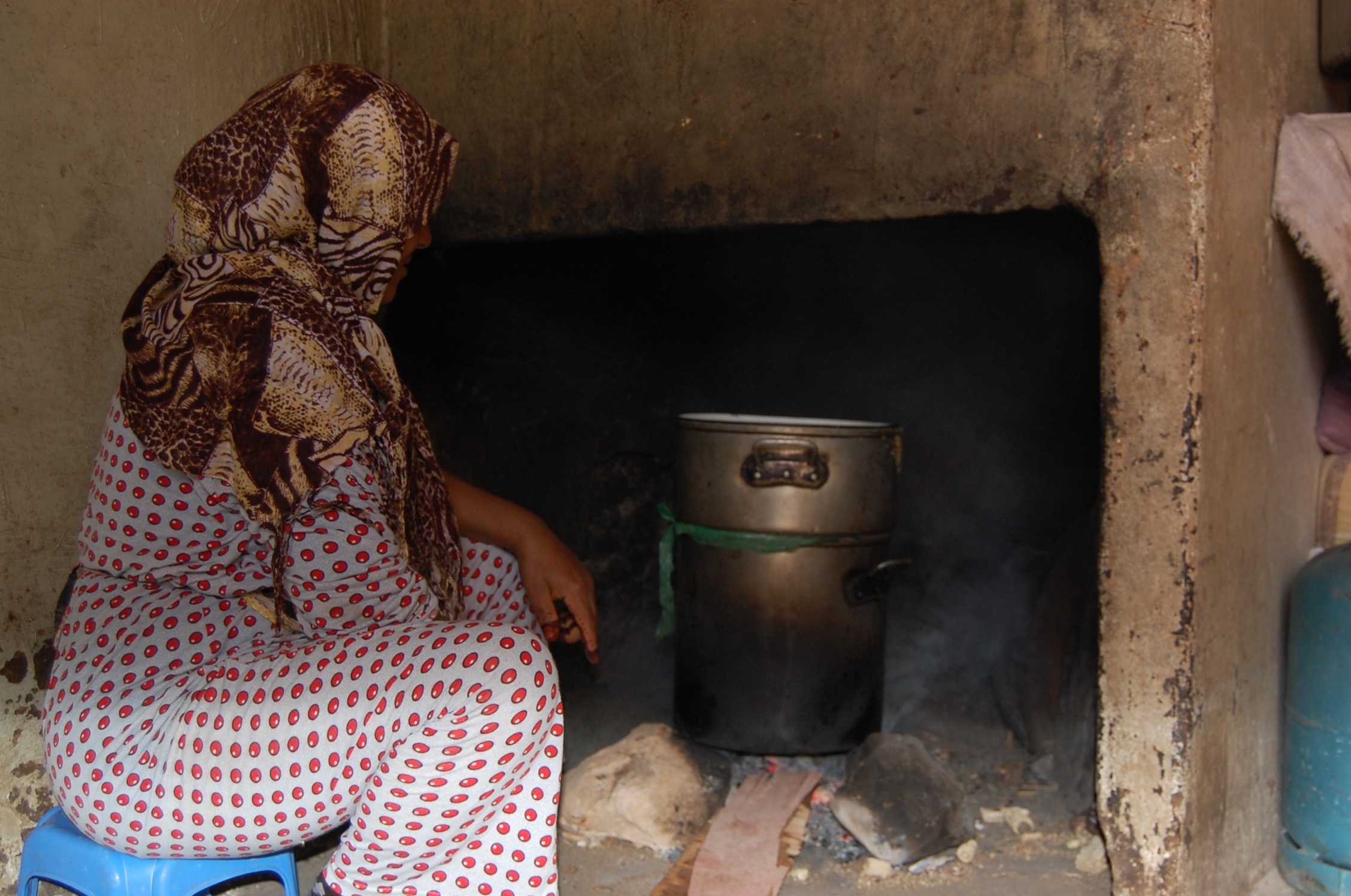
전통적인 방식으로 쿠스쿠스를 조리하는 모습
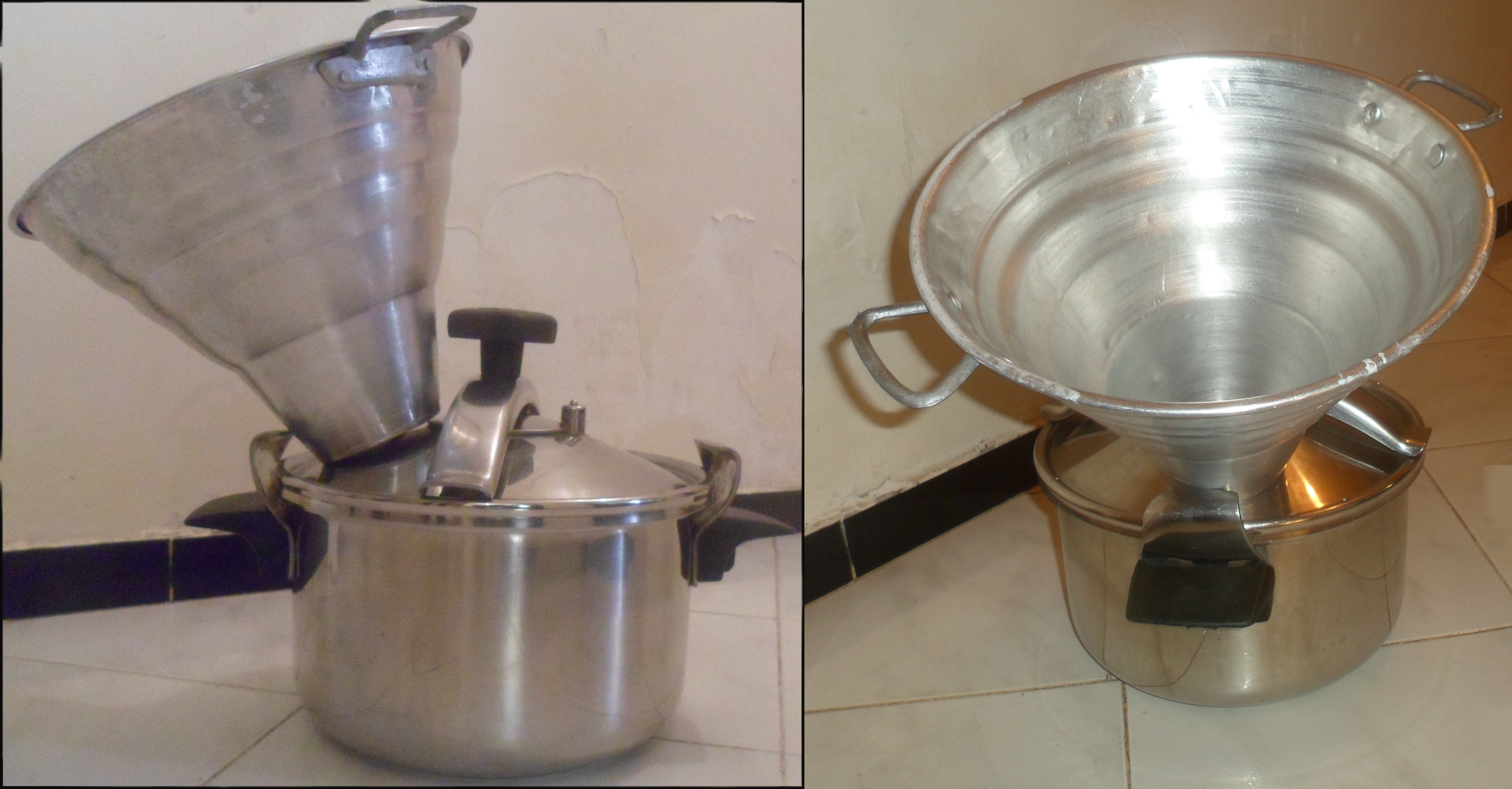
현대적인 쿠스쿠스기

## 같이 보기
- 시루